# 深谷花園站
深谷花園站（日语：／ Fukaya-hanazono eki */?），是一個位於日本埼玉縣深谷市，屬於秩父鐵道秩父本線的鐵路車站，於2018年10月20日開業，是繼一年前Socio流通中心站開業後再新設的車站，亦成為秩父鐵道現時最新的車站。

## 概要
秩父鐵道在2017年6月14日宣佈興建深谷花園站，為深谷市的請願站，以應付2022年於附近開業的購物商場「深谷花園 Premium Outlet」正式營運時的客流，同時亦便利車站範圍內的居民需要。深谷花園站的建設計劃於2017年6月開始，全部費用約為四億日元，全數皆由深谷市政府承擔。

### 建站爭議
車站及商場所在地，原本被評為優良農地，因為車站和商場的建設而進行了一系列的行政程序，同時兩者的興建由於涉及高達50億的稅金投入，因而令部份當地居民提出質疑，並且發起簽名及向深谷市議會提出反對建設提案。

## 車站結構

### 站房
建有單曾水泥站房一座。

### 月台
側式月台一座，長110公尺，可供「Paleo Express」在此停靠。

## 歷史
- 2017年6月14日：深谷市與秩父鉄道共同發表新站建設決定，並公佈車站名稱及開業日期。
- 2018年：

- 10月1日：開業前時間表改正。並開始作運轉停車（但不上落乘客）。
- 10月17日：舉行峻工記念儀式。
- 10月20日：正式開業。

## 使用情況
深谷花園站附近的商場開放後預計每年將接待64萬9000名乘客，使其成為繼熊谷站和羽生站後第三大繁忙的車站，每年的收入將達三億日元。

## 相鄰車站
秩父鐵道
秩父本線
永田－深谷花園－小前田

## 外部連結
- 秩父鐵道深谷花園站車站資訊 （页面存档备份，存于）（日語）